# Мілізак-Гіпронвель
Мілізак-Гіпронвель (фр. Milizac-Guipronvel) — муніципалітет у Франції, у регіоні Бретань, департамент Фіністер. Мілізак-Гіпронвель утворено 1 січня 2017 року шляхом злиття муніципалітетів Гіпронвель i Мілізак. Адміністративним центром муніципалітету є Гіпронвель. Населення — 4649 осіб (01.01.2021).